# 하숙생이 전부 미녀입니다만?
《하숙생이 전부 미녀입니다만?》(영어: Five Hearts Under One Roof)은 스토리타코, 쓰리와이코프레이션에서 개발한 인터랙티브 무비 게임이다.

## 등장인물
- 우유만
- 고말숙
- 박민정
- 동그란
- 고은비
- 조승이